# Bardowick
Bardowick település Németországban, azon belül Alsó-Szászország tartományban. Lakosainak száma 7117 fő (2023. december 31.).

## Népesség
A település népességének változása:
| Lakosok száma | 6392 | 6960 | 6993 | 7015 | 7092 | 7095 | 7117 |
|               | 2010 | 2016 | 2017 | 2019 | 2021 | 2022 | 2023 |